# 8日
8日（ようか、はちにち）は、暦上の各月における8日目である。
各月の8日については下記を参照。
- 1月8日 - 1月8日 (旧暦)
- 2月8日 - 2月8日 (旧暦)
- 3月8日 - 3月8日 (旧暦)
- 4月8日 - 4月8日 (旧暦)
- 5月8日 - 5月8日 (旧暦)
- 6月8日 - 6月8日 (旧暦)
- 7月8日 - 7月8日 (旧暦)
- 8月8日 - 8月8日 (旧暦)
- 9月8日 - 9月8日 (旧暦)
- 10月8日 - 10月8日 (旧暦)
- 11月8日 - 11月8日 (旧暦)
- 12月8日 - 12月8日 (旧暦)

## 記念日・年中行事
- 薬師如来の縁日（ 日本）
- 鬼子母神の縁日（ 日本） ※8日・18日・28日
- ハッピーデー（ 日本 イトーヨーカドー） ※8日・18日・28日
- 果物の日（ 日本）
全国柑橘宣伝協議会と落葉果実宣伝協議会が1998年に制定。子供の果物離れを防ぐため「おやつに果物を」ということで「おやつ(8つ)」の語呂あわせ。
- 歯ブラシの交換日（ 日本）
全日本ブラシ工業協同組合が制定。「歯」(8)の語呂合せ。
- おみやげ感謝デー（ 日本）
全国観光物産振興協会が制定。